# 食卓のない家
『食卓のない家』（しょくたくのないいえ）は、円地文子の長編小説、及びそれを原作とした映画。
小説は1979年から1980年にかけて新潮社から上下巻で刊行された。1970年代の連合赤軍のメンバーによる山岳ベース事件・あさま山荘事件、日本赤軍による日本航空ハイジャック事件を材料としている。

## あらすじ
電機メーカーに研究員として勤務する鬼童子信之は、妻と3人の子どもを持つ平凡な男であった。長男の乙彦は優秀であったが、進学した大学で、学生運動に熱中する。やがてセクトのリーダーとなった乙彦は、八ヶ岳の山荘で人質・籠城事件を起こして警察に逮捕されてしまう。逮捕の後、セクト内では同志殺人を起こしていたことが判明し、逮捕された学生たちだけでなく、その親たちにも世間の非難が集中した。彼らの中には退職したり、ついには自殺に追い込まれるものも出た。しかし、信之は「成人となった子どもの責任を負う理由はない」という姿勢を貫き、頑なに乙彦との面会を拒否し、謝罪も行わないことを明言した。そうした態度により信之はさらに激しい批判を受けることになる。

## 映画
MARUGENビル製作で1985年11月2日に松竹富士系で公開され、劇映画作品としては小林正樹監督の遺作となった。現在では作品そのものの版権と原盤のありかが不明確で、そのためソフト化はもちろん上映も困難だという。またMARUGENビルの川本源司郎の意志により、ビデオ化等はもとより封切りを除きその後の公開を一切許されていないともいう。

### キャスト
- 鬼童子信之：仲代達矢
- 鬼童子由美子：小川真由美
- 鬼童子乙彦：中井貴一
- 鬼童子珠江：中井貴恵
- 鬼童子修：竹本孝之
- 沢木香苗：真野あずさ
- 川辺弁護士：平幹二朗
- 中原喜和：岩下志麻
- 朝野みよ子：大竹しのぶ
- 沢木朗：隆大介
- 看守：浜田寅彦
- 右門青寿

### スタッフ
- 監督・脚本：小林正樹
- 制作：川本源司郎
- 原作：円地文子
- プロデューサー：岸本吟一、大志万恭子
- 企画：佐藤正之、原正人
- 撮影：岡崎宏三
- 音楽：武満徹（第9回日本アカデミー賞最優秀音楽賞）
- 美術：戸田重昌
- 編集：小川信夫
- 録音：西崎秀雄
- 助監督：吉富友也
- 照明：下村一夫